# Obelisk Rassama
Obelisk Rassama (ang. Rassam Obelisk) – kamienny obelisk odnaleziony przez Hormuzda Rassama w lutym 1853 roku w trakcie prac wykopaliskowych w Kalchu (obecne Nimrud w północnym Iraku). W chwili odkrycia rozbity był on na kawałki, ale uczonym udało się odnaleźć dość jego fragmentów, by możliwe stało się odtworzenie jego wyglądu. Obecnie zrekonstruowany zabytek znajduje się w zbiorach British Museum (BM 118800). Na obelisku przedstawione zostały sceny składania trybutu asyryjskiemu królowi Aszurnasirpalowi II (883-859 p.n.e.) przez przedstawicieli ludów podbitych przez Asyrię.

## Opis
Wykonany z czarnego bazaltu obelisk powstał na rozkaz asyryjskiego króla Aszurnasirpala II i wystawiony został na jednym z głównych placów pośrodku cytadeli w mieście Kalchu, które stało się za panowania tego władcy nową stolicą państwa asyryjskiego. Swoim kształtem nie różnił się on najprawdopodobniej od innych znanych asyryjskich obelisków (np. Złamanego obelisku, Białego obelisku czy Czarnego obelisku) i miał formę czworobocznej kolumny o szczycie zwężającym się schodkowo ku górze. Na każdym z jego boków znajdowało się pierwotnie co najmniej siedem umieszczonych jeden nad drugim paneli z przedstawieniami reliefowymi. Obelisk miał najprawdopodobniej szerokość ok. 0,80 metra i grubość ok. 0,60 metra. Wysokość rekonstruowanej jego części zawierającej panele z przedstawieniami reliefowymi to ok. 1,19 metra. 
Zabytek rozbity został na kawałki najprawdopodobniej już w starożytności. Jego odnalezione w trakcie wykopalisk fragmenty przewiezione zostały w 1855 roku do British Museum, gdzie niestety przemieszane zostały z fragmentami innych mezopotamskich kamiennych zabytków. W trakcie późniejszych prac rekonstrukcyjnych udało się odnaleźć 15 fragmentów które na pewno należały do obelisku, a także 7 innych które najprawdopodobniej należały do niego. Po zakończeniu prac rekonstrukcyjnych obelisk wystawiony został w 1977 roku na pokaz w British Museum. W sumie udało się odtworzyć niemal połowę jego rzeźbionej powierzchni. 
Na obelisku przedstawieni zostali przedstawiciele różnych podbitych przez Asyrię ludów w trakcie składania trybutu przed Aszurnasirpalem II. Władca ukazany został na jednym z górnych paneli. Zwrócony jest on w prawą stronę, w kierunku kroczących w jego stronę trybutariuszy, z których każdy bądź niesie dary w postaci sztabek metali, naczyń, mebli czy tkanin, bądź też prowadzi w darze zwierzęta, np. woły lub konie.